# Adlkofen
Adlkofen je německá obec v zemském okrese Landshut ve spolkové zemi Bavorsko. Leží 8 km od města Landshut. V roce 2010 tu žilo 3 850 obyvatel.

## Místní části
- Beutelhausen
- Deutenkofen
- Günzkofen
- Göttlkofen
- Harskirchen
- Jenkofen
- Läuterkofen
- Reichlkofen
- Schwatzkofen